# Pseudicius nepalicus
Pseudicius nepalicus är en spindelart som först beskrevs av Andreeva, Heciak, Prószynski 1984.  Pseudicius nepalicus ingår i släktet Pseudicius och familjen hoppspindlar. Inga underarter finns listade i Catalogue of Life.